# Сосновка (Томская область)
Сосно́вка — село в Каргасокском районе Томской области России, административный центр Сосновского сельского поселения.

## География
Село расположено в 27 км от Каргаска (в 29 по реке, 45 км по зимнику).

## Население
| 2002 | 2010 | 2012 | 2013 | 2014 | 2015 | 2021 |
| ---- | ---- | ---- | ---- | ---- | ---- | ---- |
| 362  | ↘295 | ↘286 | ↗290 | ↘289 | ↘283 | ↘247 |

## Инфраструктура
Общеобразовательная школа, дом культуры, библиотека.

## Транспорт
Пристань. Через село проходит зимник Каргасок — Сосновка — Восток.

## Уличная сеть
Улицы: Береговая, Кедровая, Молодёжная, Школьная.